# Olaf II van Zweden
Olaf II van Zweden, ook wel Olof Skötkonung (Olof Schatkoning) (ca. 970 - 1022) was van (ca.) 995 tot 1022 koning van Zweden.
Olaf was een zoon van Erik Segersäll (de Overwinnaar). Als zijn moeder worden in verschillende bronnen de namen van twee vrouwen genoemd (die mogelijk ook nog dezelfde vrouw kunnen zijn geweest):

- Sigrid de Hoogmoedige (een dochter van de Viking hoofdman Skoglar-Toste, en
- Gunhilda (eigenlijk Świętosława, dochter van Mieszko I van Polen en Dubrawka van Bohemen en zus van Bolesław I van Polen).

Bij het begin van het bewind van Olaf ging het Zweedse oppergezag over Denemarken verloren. Ook stopten de volken in Estland en Letland met het betalen van schattingen. In 999 vocht hij met Sven Gaffelbaard en de Noorse jarl Erik Hakonson, tijdens de slag bij Svolder tegen de Noorse koning Olaf I van Noorwegen die werd verslagen en gedood. Olaf verwierf daardoor Bohuslän en een deel van Trøndelag, maar zou die gebieden later weer verliezen aan Olaf II van Noorwegen. Olaf wordt de eerste koning genoemd die zowel over de landsdelen Götalands (Västergötland en Östergötland) en Svealands regeerde. (Hier moet in aanmerking worden genomen dat Zweden in deze tijd nog geen homogene staat was. Anderzijds zijn er onderzoekingen die er toe leiden dat al in de tijd van de Vikingen een verenigd koninkrijk onder de Uppsala-koningen heeft bestaan. Sommige bronnen noemen ook zijn vader -Erik VI- als koning van de gezamenlijke Zweden.) Olafs bevoegdheden als koning waren echter zeer beperkt. Hij was de eerste christelijke koning van Zweden maar verloor daardoor steeds meer autoriteit, totdat hij feitelijk alleen nog macht had in het toen al overwegend christelijke Västergötland. Onder koning Olaf werden de eerste Zweedse munten in Sigtuna, het toenmalige machtscentrum van het rijk, geslagen door Engelse muntmeesters. Dat verklaart zijn bijnaam Skötkonung (Schatkoning; lees: Muntkoning).
Volgens een legende werd Olaf (in 1008) in de kerk van Husaby door de Engelse bisschop Siegfried gedoopt. Weer andere bronnen noemen daarentegen ene missionaris Bernhard als diegene die Olaf doopte. Daarna bevorderde Olaf de stichting van het eerste Zweedse bisdom in Skara. De overgang naar het christendom schijnt zijn regeringstijd vooral in Svealand bijzonder moeilijk gemaakt te hebben. De Svear kozen met het oog daarop zijn eveneens christelijke zoon Anund Jacob tot koning, waarop Olaf als een soort onderkoning in Västergötland regeerde. Snorri Sturluson geeft een andere grond voor de afzetting van Olaf aan. Volgens hem zouden de Svear Olafs voortdurende oorlogen tegen de Noren tegengestaan hebben, wat er weer toe geleid zou hebben dat de andere volkeren aan de Oostzee zich aan de invloed van de Svear onttrokken.
In 1018 probeerden Zweedse en Noorse edelen een vrede tussen Noorwegen en Zweden te bemiddelen en te bezegelen door een huwelijk van Olaf II van Noorwegen met Olafs dochter Ingrid. Olaf wil daar niets van weten en dreigde de Noorse bemiddelaars te verbannen. De landdag dreigde op zijn beurt Olaf om hem af te zetten of te doden als hij zijn oorlogspolitiek tegen Noorwegen zou doorzetten. Olaf trok zich er niets van aan huwelijkte zijn dochter uit aan Jaroslav de Wijze van Kiev. Als tegenzet arrangeerden Zweedse edelen een huwelijk tussen Olafs bastaarddochter Astrid en Olaf II van Noorwegen, en met een voldongen feit geconfronteerd moest Olaf zich bij de vrede en het huwelijk neerleggen.
Olaf was getrouwd met Estrid van Mecklenburg en was de vader van:
- Anund Jacob (?-1050)
- Ingegerd (?-1050), in 1019 gehuwd met de grootvorst van Kiev Jaroslav I de Wijze

en uit een buitenechtelijke relatie met Edla, een vrouw die Olaf had geroofd bij een plundertocht onder de Slavische stammen aan de zuidkust van de Oostzee:
- Astrid, gehuwd met Olaf II van Noorwegen (de Heilige)
- Holmfrid
- Emund (?-1060)